# 日向坂46×DASADA
『日向坂46×DASADA』（ひなたさかフォーティーシックス×ダサダ）は、日本テレビのドラマ『DASADA』と日本の女性アイドルグループ日向坂46のコラボによるファッションイベント。ファッションショー、服飾製品販売、ならびに音楽ライブをコンテンツとしている。

## 概要
日本テレビ系列で放送された、日向坂46メンバー総出演の連続ドラマ『DASADA』とコラボレーションしたイベントである。初開催時はファッションショーと音楽ライブの二部構成。二度目は朗読劇とファッションショーと音楽ライブの三部構成となっている。
2020年2月4日•5日に横浜アリーナで開催された「日向坂46×DASADA LIVE＆FASHION SHOW」には、日向坂46のファン「おひさま」を中心に2日間で約2万5千人が来場した。当日の模様は、日向坂46のメンバーがモデルとなって登場するファッションショーと日向坂46による歌唱・パフォーマンスを組み合わせた「新感覚のイベント」として報道された。

## 開催歴
| 回数  | タイトル                 | 開催年月日        | 開催地等     | 脚注              |
| ----- | ------------------------ | ----------------- | ------------ | ----------------- |
| 第1回 | LIVE & FASHION SHOW      | 2020年2月4日・5日 | 横浜アリーナ | [ 注 1 ] [ 3 ]    |
| 第2回 | Fall & Winter Collection | 2020年10月15日    | 無観客生配信 | [ 7 ] [ 8 ] [ 9 ] |

## 出演

### 第1回
- 2020年2月4日・5日
  - 横浜アリーナ

#### MODEL
- 潮紗理菜、加藤史帆、齊藤京子、佐々木久美、佐々木美玲、高瀬愛奈、高本彩花、東村芽依、金村美玖、河田陽菜、富田鈴花、丹生明里、濱岸ひより[注 2]、松田好花、宮田愛萌、渡邉美穂、上村ひなの

TGC×日向坂46 SPECIAL COLLECTION
DASADA COLLECTION STAGE Part1
DASADA COLLECTION STAGE Part2

#### ARTIST：日向坂46
- 潮紗理菜、加藤史帆、齊藤京子、佐々木久美、佐々木美玲、高瀬愛奈、高本彩花、東村芽依、金村美玖、河田陽菜、富田鈴花、丹生明里、濱岸ひより、松田好花、宮田愛萌、渡邉美穂、上村ひなの

LIVE【SETLIST】
- 00. Overture
- 01. 青春の馬（ライブ初披露）
  - センター：金村美玖[注 3]
- 02. ドレミソラシド
  - センター：丹生明里[注 3]
- 03. こんなに好きになっちゃっていいの?
  - センター：齊藤京子[注 3]
- 04. 川は流れる[注 4]
- 05. 線香花火が消えるまで
- 06. 割れないシャボン玉
- 07. キレイになりたい
  - 丹生明里、渡邉美穂[注 5]
- 08. 永遠の白線
  - 1期生[注 6]
- 09. ナゼー（ライブ初披露）
  - FACTORY（おちょこ：松田好花、ぐいのみ：東村芽依、トックリン：河田陽菜）
- 10. JOYFUL LOVE
  - センター：渡邉美穂[注 3]
- 11. 誰よりも高く跳べ!
- 12. NO WAR in the future
- 13. キュン
  - センター：加藤史帆[注 3]
- 14. キツネ
  - センター：河田陽菜[注 3]
- 15. ソンナコトナイヨ（ライブ初披露）
  - センター：東村芽依[注 3]
- 16. 約束の卵【アンコール】

映像・生電話出演
- 小坂菜緒

サプライズ映像
- DASADA最終話の3年後

サプライズ発表
- 2020年2月29日
  - 『第30回 マイナビ 東京ガールズコレクション 2020 SPRING / SUMMER』において「DASADA」スペシャル・ファッション・ショーが決定。
- 2020年3月
  - SHIBUYA109で「日向坂46×DASADA」SHOPが期間限定オープン（2月4日に発表）。
- 2020年3月25日
  - ノンフィクション単行本「日向坂46ストーリー」が発売。
- 2020年3月27日
  - グループ初のドキュメンタリー映画『3年目のデビュー』の全国公開が決定。

### 第2回
- 2020年10月15日
  - 無観客生配信
- 見逃し配信（アーカイブ）[13]
  - 2020年10月17日19:00から2020年10月18日19:00まで。

#### 朗読劇・MODEL
- 潮紗理菜、加藤史帆、齊藤京子、佐々木久美、佐々木美玲、高瀬愛奈、高本彩花、東村芽依、金村美玖、河田陽菜、小坂菜緒、富田鈴花、丹生明里、松田好花[注 7]、宮田愛萌、渡邉美穂、上村ひなの

#### ARTIST：日向坂46
- 潮紗理菜、影山優佳、加藤史帆、齊藤京子、佐々木久美、佐々木美玲、高瀬愛奈、高本彩花、東村芽依、金村美玖、河田陽菜、小坂菜緒、富田鈴花、丹生明里、濱岸ひより、宮田愛萌、渡邉美穂、上村ひなの、髙橋未来虹、森本茉莉、山口陽世

LIVE【SETLIST】
- 00. Overture
- 01. ソンナコトナイヨ
- 02. 青春の馬
- 03. キュン
- 04. ドレミソラシド
- 05. ただがむしゃらに（ライブ初披露）
- 06. My fans（ライブ初披露）
- 07. 誰よりも高く跳べ! 2020（ライブ初披露）
- 08. キツネ
- 09. アザトカワイイ（ライブ初披露）
- 10. JOYFUL LOVE

ファンクラブ限定特典（視聴）
- 2020年10月12日
  - 「DASADA」第1話 〜 第5話
- 2020年10月13日
  - 「DASADA」第6話 〜 第10話
- 2020年10月15日[注 9]
  - DASADA～未来へのカウントダウン～」スペシャルトーク特別編[注 10]
  - メンバー特別映像＆アフタートーク

## 関連イベント
- 東京ガールズコレクション
  - SDGs推進 TGC しずおか 2020 by TOKYO GIRLS COLLECTION（2020年1月11日、ツインメッセ静岡）- DASADA[17]、ライブ[18]。
  - 第30回 マイナビ 東京ガールズコレクション 2020 SPRING / SUMMER（2020年2月29日、国立代々木競技場 第一体育館）- DASADA[19]。
  - 第31回 マイナビ 東京ガールズコレクション 2020 AUTUMN / WINTER ONLINE（2020年9月5日、さいたまスーパーアリーナ）- DASADA[20]。
  - 第32回 マイナビ 東京ガールズコレクション 2021 SPRING / SUMMER（2021年2月28日、国立代々木競技場 第一体育館）- DASADA[21][注 11][注 12]。